# Chuck Terry
Allen Charles „Chuck” Terry (ur. 27 września 1950 w Long Beach) – amerykański koszykarz, występujący na pozycji niskiego skrzydłowego, reprezentant kraju, mistrz ABA z 1976.

## Osiągnięcia
NCAA
- Uczestnik rozgrywek Elite 8 turnieju NCAA (1971, 1972)
- Mistrz:
  - turnieju konferencji Big West (1971, 1972)
  - sezonu regularnego Big West (1971, 1972)

### ABA
- Mistrz ABA (1976)[1]

Reprezentacja
- Uczestnik igrzysk panamerykańskich (1971 – 7. miejsce)[2]